# DNQX
6,7-дінітрокіноксалін-2,3-діон (6,7-Dinitroquinoxaline-2,3-dione, DNQX) — селективний конкурентний антагоніст АМРА- та каїнатних глутаматних рецепторів.